# Cubelles (Spagna)
Cubelles è un comune spagnolo di 7 326 abitanti situato nella comunità autonoma della Catalogna.